# Enduro
|  | Per a altres significats, vegeu «Enduro (desambiguació)». |

L'enduro és una disciplina esportiva motociclista principalment de fora d'asfalt, per bé que pot discórrer en part per carreteres, carrers o circuits asfaltats. Una competició d'enduro inclou diverses proves complementàries que computen per al resultat global, com ara la «crono» o tram cronometrat, la prova d'acceleració sobre asfalt i d'altres, però la prova principal és la de regularitat contra-rellotge, que consisteix a recórrer un llarg itinerari per tota mena de terreny en un temps predefinit, amb estrictes controls d'etapa on cal segellar la targeta de pas just al minut indicat, i on el pilot rep penalització tant si hi arriba tard com abans d'hora.
L'enduro es practica als cinc continents, i és molt popular a Itàlia, Alemanya, Regne Unit, Catalunya, França, Centre Europa i Escandinàvia principalment, tot i que també ho és a Nord-amèrica, Austràlia, Japó i altres països.

## Breu història
L'origen de l'enduro es remunta a començament del segle xx i es confon amb el del trial. Ja el 1913 es disputaren a Carlisle, Anglaterra, els primers ISDT (International Six Days Trial, Sis Dies Internacionals de Trial) a imitació dels Sis Dies d'Escòcia de Trial que se celebraven des de 1909 i dels Sis Dies d'Anglaterra de Trial (prova ja desapareguda). Els ISDT s'han disputat cada any en un país diferent fins als nostres dies i són la competició més important del calendari internacional d'enduro.
Als seus inicis enduro i trial foren doncs la mateixa cosa, una prova d'habilitat i resistència de pilots i motocicletes sobre un llarg recorregut per tota mena de terreny (trial significa judici, prova o assaig en anglès). Amb el temps ambdues disciplines s'anaren diferenciant: el que avui coneixem per trial es va anar especialitzant a valorar l'habilitat del pilot sobre unes zones non-stop repartides pel recorregut, mentre que l'actual enduro passà a prioritzar la regularitat horària del pilot sobre aquest recorregut. (A la vegada, aquells primers trials foren l'origen d'una altra coneguda disciplina motociclista: el motocròs, el primer antecedent del qual cal anar a cercar en l'Scott Trial, històrica prova que data de 1914).
La nova orientació que prenia el trial, prioritzant la regularitat horària, estava relacionada amb l'experiència dels primers ordenances motoritzats dels exèrcits, que havien de circular per terrenys difícils per a lliurar missatges i ordres a les tropes i calia que fossin capaços de pilotar la motocicleta tot mantenint-la circulant ràpidament i segura per tota mena de terrenys. Amb el pas dels anys, les competicions de trial d'aquesta segona modalitat van anar canviant de nom segons el país, anomenant-se Reliability trials ("proves de fiabilitat") en anglès, Tillförlitlighet ("fiabilitat") en suec, Geländesport ("esport tot terreny") en alemany, Régularité en francès, Regolarità en italià o regularitat en català. Ja als anys 60, la disciplina es va començar a anomenar tot terreny en català i todo terreno en castellà, abreujat "TT".

### Origen del nom
Atès que aquest esport era conegut amb tants noms diferents, a final dels anys 70 la FIM (Fédération Internationale de Motocyclisme) va decidir fixar-ne oficialment el nom a l'actual «enduro», com a evolució de l'anglès Endurance, que a la vegada ve del llatí endurare (endurar).
A partir de 1981 els ISDT passaren doncs a anomenar-se ISDE, International Six Days Enduro. A la vegada, tots els països que mantenien denominacions divergents van adoptar definitivament aquest mot. Val a dir que abans d'aquesta oficialització del nom ja hi havia proves de motociclisme de fora de carretera que es coneixien com a enduro sense tenir gaire a veure amb aquesta modalitat, com per exemple el cèlebre Enduro de Le Touquet que es corre per les platges de Normandia, i que no és més que una cursa de velocitat de llarg recorregut per la sorra com la Baja 1000 que recorre la Baixa Califòrnia.
A banda d'això, hi havia hagut també models de Tot Terreny els anys 70 que duien aquesta denominació, com ara les OSSA Enduro i Super Pioneer Enduro, o les Montesa Enduro.

## Descripció

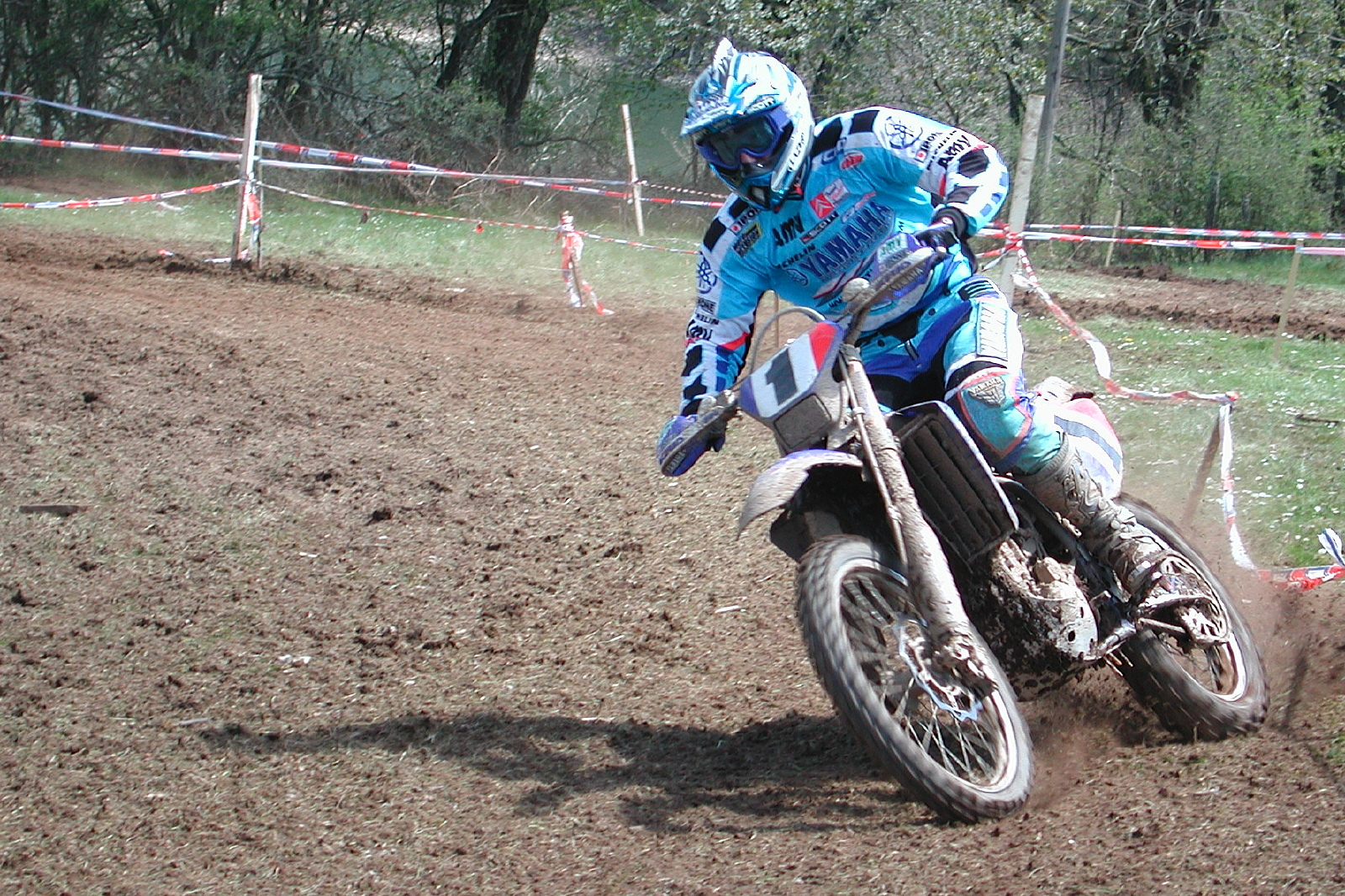
David Frétigné en un tram cronometrat

Malgrat que el terme enduro sovint s'aplica a qualsevol tipus de cursa de fora carretera de llarga distància, la seva veritable naturalesa es defineix generalment com un conjunt de normes que especifiquen exactament quan ha d'arribar un pilot a certs llocs predefinits al llarg d'un itinerari determinat. L'objectiu de la competició és arribar a aquests llocs exactament al minut prefixat, i en cas de fer-ho abans o després d'aquest minut el pilot rep penalització en la seva puntuació global. Així doncs l'enduro no és pròpiament una cursa, sinó una prova de regularitat horària.
L'itinerari (o circuit) a recórrer pot ser de poques desenes o de centenars de quilòmetres, i segons la longitud caldrà fer-hi una o més voltes. Per tal d'evitar que els pilots s'hi perdin acostuma a estar marcat amb fletxes o altres senyals cada pocs quilòmetres o a les cruïlles que poden causar desorientació. Normalment el circuit es marca per camins solitaris o pistes forestals de muntanya, tot i que de vegades pot travessar poblacions o carreteres obertes al trànsit. Una cursa del campionat del món ha de tenir un recorregut mínim de 200 km i com a màxim el 30% del trajecte pot ser per carretera d'asfalt.
Una prova d'enduro acostuma a durar dos dies, tret de la competició més emblemàtica d'aquest esport, els Sis Dies Internacionals d'Enduro (International Six Days Enduro, ISDE), que se celebren cada any a finals d'estiu en un país diferent.
En una cursa d'enduro els pilots surten en grups (anomenats rows, files, als EUA) i cada grup comença en un moment determinat. Per exemple, si en un enduro la primera fila surt a les 8 del matí i el grup d'un determinat pilot s'ha programat per a sortir a les 08:20, aleshores l'hora clau de la prova són les 08:00 i cada pilot del grup 20 (generalment 4 pilots per grup) té el minut 20, ja que la seva hora de sortida serà a les 08:20. Per arribar "en el seu minut" un pilot del grup 20 ha d'arribar a determinats controls de pas (coneguts com o a checkpoint o "control") escampats per la ruta a l'hora prescrita, que és l'establerta pel grup 0 més 20 minuts en aquest exemple.

### Punts de control

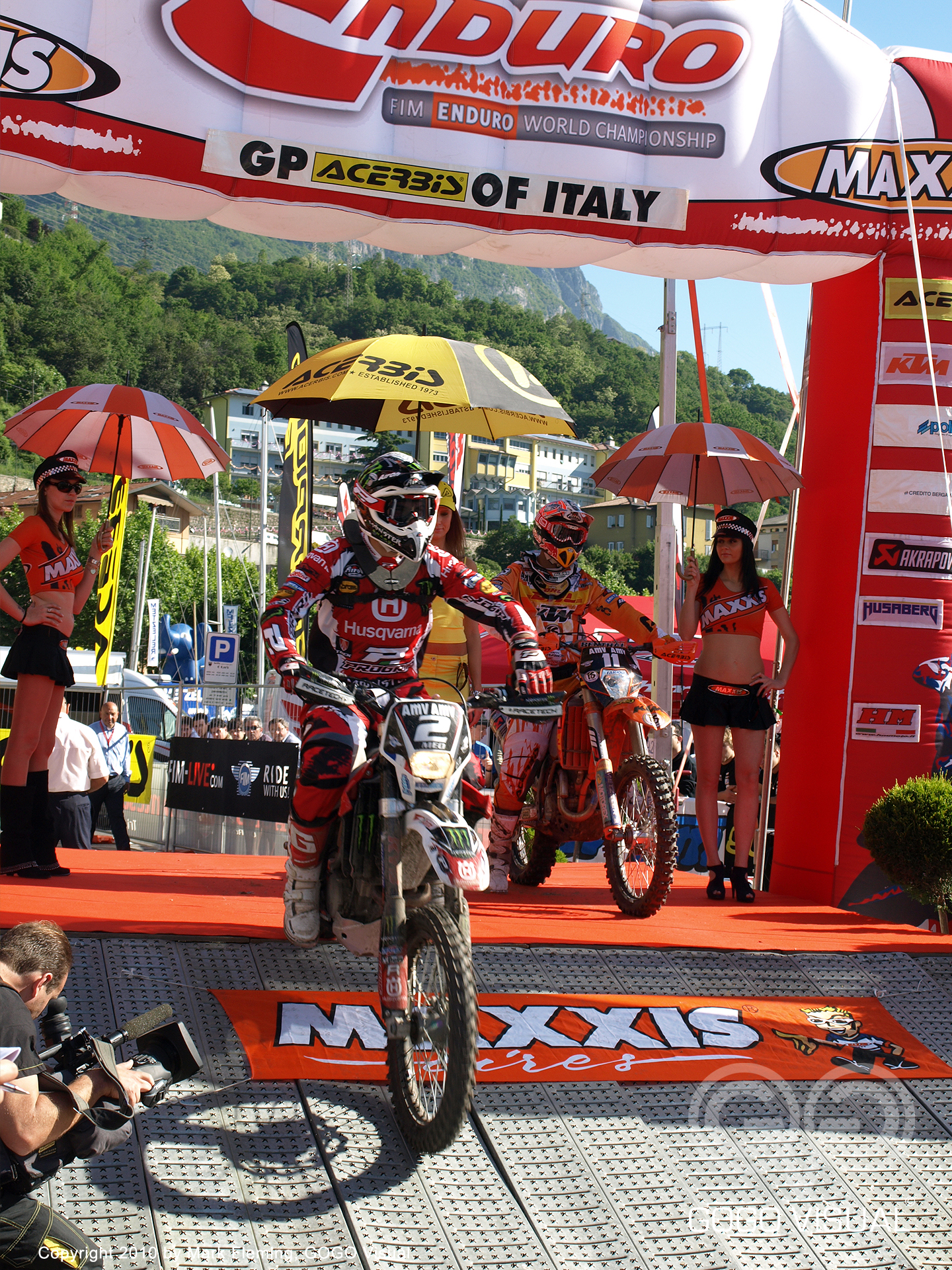
Dos pilots al control de sortida

Les diferents menes de checkpoints o controls que es poden establir són aquestes:
- Control conegut
- Control secret
- Control d'emergència
- Control de sortida
- Control d'arribada

Aquests punts de control són calculats de forma diferent depenent de com arribi d'aviat o tard el pilot a cada punt. Per exemple, un control d'emergència es fa servir per a desempatar puntuacions i els punts es calculen en funció dels segons d'endarreriment o avançament d'un pilot, mentre que en un control secret els punts es calculen en funció dels minuts d'endarreriment o avançament.
Hi ha regles molt detallades que especifiquen on es poden posar els controls, i de quins tipus. Generalment es regula la distància mínima entre controls o les distàncies mínimes per a determinades parades tècniques, com ara re-càrrega de combustible. La col·locació acurada dels controls per tal de confondre els pilots és part de l'atractiu per als entusiastes d'enduro. Un pilot d'enduro experimentat té un coneixement tal de les normes i possibilitats que pot predir amb seguretat on poden o no ser els controls i, per tant, fa per manera d'arribar a les verificacions horàries el més ajustat possible al seu minut.
Al llarg d'una cursa s'assignen també els períodes de re-càrrega de combustible i manteniment de la motocicleta. En cas de no respectar-se aquests horaris, o si el pilot rep ajuda externa quan no és permesa, s'apliquen penalitzacions.

### Proves especials
Les proves especials són seccions que cal recórrer en el menor espai de temps possible. Per norma general n'hi ha de dues menes: Acceleració i Cronometrada. En algunes competicions com ara els ISDE hi pot haver una prova final consistent en una cursa de velocitat sobre circuit d'asfalt, però no és habitual.

#### Prova d'acceleració
Històricament, des d'un bon començament fins a mitjan dècada de 1990, en què fou suprimida, va existir una prova anomenada "d'acceleració". Aquesta prova consistia a recórrer uns 200 metres sobre asfalt en el menor espai de temps possible. S'acostumava a fer en rectes de circuits de velocitat, carreteres tallades per a aquesta finalitat, o fins i tot en pistes d'aterratge d'aeroport. Els pilots arrencaven de la línia de sortida (d'un en un, per parelles o de tres en tres segons estigués estipulat) i se'ls comptabilitzava el temps que trigaven a arribar a la línia de meta.
Durant aquesta prova, aprofitant que el motor anava al límit de revolucions, es feia un control sonomètric per tal de confirmar que la motocicleta no ultrapassava el límit de decibels estipulat al reglament.

#### Cronometrada
Aquesta prova s'anomena popularment "crono" i generalment és un recorregut per un circuit a camp obert semblant als de motocròs, delimitat especialment per a la cursa amb estaques i cintes de plàstic (tot i que de vegades s'aprofiten circuits o parts de circuits permanents). Les "cronos" es poden inspeccionar a peu fins al dia abans que comenci la cursa, per tal d'avaluar-ne les dificultats i el millor traçat possible un cop s'hagin de superar.
Es fa servir cronometratge electrònic per a anotar els temps dels corredors, i en cas d'empat es resol considerant-ne les mil·lèsimes de segon.
Aquesta és la part d'un enduro que sovint atreu a la majoria dels espectadors, ja que els pilots van tan ràpid com poden i el recorregut accidentat fa que el pilotatge sigui espectacular, amb derrapades i salts.

#### Trialeres
Altres punts d'un enduro que acostumen a ser espectaculars i atrauen força públic són els trams de l'itinerari que travessen rius, zones pantanoses o enfangades, tarteres, corriols, pujades fortes amb obstacles com ara roques, arrels o pedres, etc. Aquests trams s'anomenen popularment "trialeres" per la semblança que tenen amb les zones o seccions controlades d'una prova de trial, i segons el seu grau de dificultat poden fer perdre un temps valuós als pilots.

### El circuit
L'orientació pel circuit o "navegació" (anomenada també "ral·li") és bàsica per a tot pilot d'enduro. L'error de direcció en una cruïlla o un camí mal senyalitzat pot comportar la pèrdua de minuts valuosos que penalitzen seriosament el participant.
Inicialment, els participants disposaven només de l'anomenat "full de ruta", on es consignava el recorregut que calia fer, però actualment es fan servir "roll-charts" (gràfics giratoris) que són proporcionats pels organitzadors de la cursa per tal de guiar els pilots al llarg del circuit. Un gràfic giratori és un rotlle de paper petit, de 5–8 cm d'ample, que indica tots els torns i els llocs de control coneguts. A mesura que el conductor recorre la ruta, va desplegant el gràfic fent-lo girar en relació amb el quilometratge que li marca el comptaquilòmetres, i fa servir les marques del gràfic i del camí per tal de seguir l'itinerari i "mantenir-se en el seu minut". No tots els controls consten al gràfic, però. Per exemple, els control secrets són les que ajuden a marcar distància de punts entre els pilots, afegint imprevisibilitat a la ruta. Se'ls anomena "secret" perquè són desconeguts per als pilots fins que no hi arriben.

#### Ordinadors d'enduro

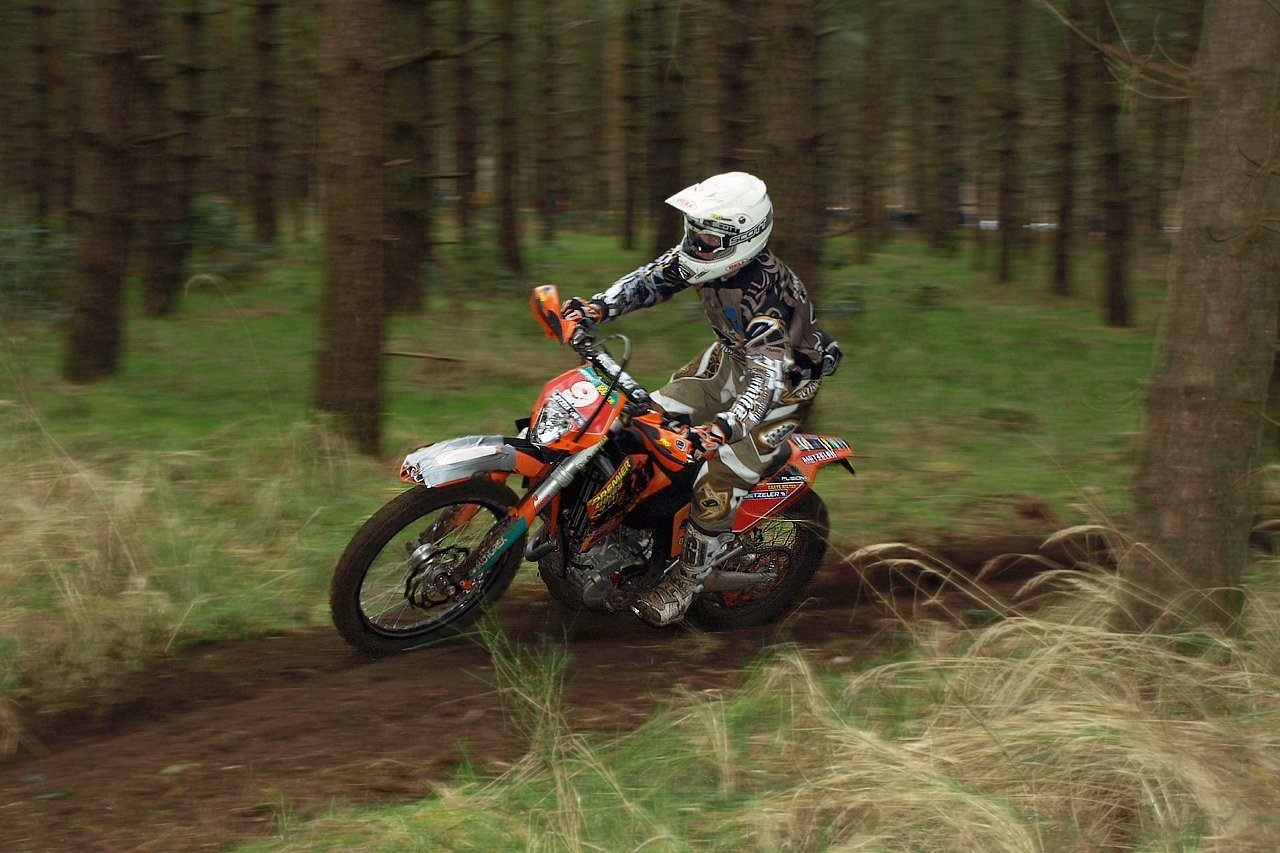
Pilot durant la fase de navegació o "ral·li"

Darrerament s'han fet populars entre alguns pilots els enduro computers o ordinadors d'enduro. Es tracta de petits aparells electrònics que es collen al manillar i per mitjà d'uns sensors magnètics calculen les revolucions de la roda davantera i envien les dades al petit ordinador. Un cop se li han entrat les dades del "roll-chart", l'ordinador proporciona al pilot una gran quantitat d'informació que evita en gran manera els errors de navegació que es poden produir amb el sistema tradicional d'interpretació humana.
Els ordinadors d'enduro venen preprogramats amb les regles d'aquest esport (depenent de quines es facin servir) i un cop programats amb el roll-chart d'una cursa determinada, poden avisar el corredor de quan pot trobar-se un control secret, recomanar mitjanes de velocitat, avisar de com ha d'anar (ràpid o a poc a poc) per anar "en el seu minut", etc. També mostren dades importants com la distància recorreguda, la velocitat de la moto i similars.
Fer servir ordinadors d'enduro minimitza les possibilitats d'error en la navegació, i redueix considerablement el factor mental en la conducció, que fins al moment tenia una gran transcendència en aquest esport. Tot i així hi ha corredors que en fugen, al·legant que enganyen, malgrat que d'altres els consideren una gran troballa. Al capdavall, fer-ne servir un facilita la vida als pilots, ja que no cal que coneguin la complicada normativa d'aquest esport en detall, ni que calculin totes les eventualitats que els pugui oferir una cursa determinada.
Finalment, els bons corredors fan servir a la vegada ordinador i roll-chart (que dominen a la perfecció), per si de cas el primer se'ls trenca en una caiguda.

## Esports derivats
Hi ha algunes disciplines de fora de carretera que són molt similars a l'enduro, però que se'n diferencien per no ser proves de regularitat horària, i sovint són regulats per organismes diferents dels que regulen l'enduro. Entre aquestes especialitats hi trobaríem les curses de Hare Scramble, Hare & Hound, Cross Country, Resistència TT i d'altres. A banda, hi ha diverses modalitats sorgides de l'enduro que han agafat entitat pròpia, com ara l'enduro extrem i l'indoor.

### Enduro Extrem
Coneguda en anglès com a Extreme Enduro o Hard Enduro, aquesta modalitat es basa en competicions famoses per la seva extrema duresa, en què hi participen centenars de corredors i només uns quants aconsegueixen acabar-les. D'entre aquestes, en destaquen:
- L'ErzbergRodeo a Àustria
- La Gilles Lalay Classic a Occitània
- La Novemberkåsan a Suècia
- La Päijänteen ympäriajo a Finlàndia

Des del 2018 hi ha un campionat del món de l'especialitat, inicialment anomenat World Enduro Super Series (WESS) i, des del 2021, Campionat del Món de Hard Enduro.

### Enduro indoor
També darrerament s'ha popularitzat la versió indoor de l'enduro, consistent en condensar en una pista dins un estadi cobert totes les dificultats que es troben a la natura en una prova convencional, seguint una mica l'esperit del trial indoor. La primera prova d'aquesta mena mai celebrada fou l'Enduro Indoor de Barcelona, l'any 2000. Aviat se'n feren també a altres ciutats (Gènova, Las Vegas, Vigo) fins que, en vistes de l'èxit, la FIM convocà la primera Copa del Món d'enduro indoor per al 2008. Aquesta modalitat es coneix també com a SuperEnduro o EnduroCross (abreujat EX).

### Relació amb els Ral·lis
Els observadors poc informats sovint confonen aquestes dues modalitats, enduro i ral·lis (o raids), però de fet no tenen gaire en comú. Els ral·lis són simplement una cursa amb sortida i arribada, que pot durar un dia o diverses setmanes, i qui guanya és qui aconsegueix el millor temps final. Un dels ral·lis més coneguts és el París-Dakar, però també hi ha proves històriques com ara el Ral·li dels Faraons a Egipte o la Baja 1000, que recorre 1.000 milles per la Baixa Califòrnia, a Mèxic, i es disputa des dels anys 60.
Part de la confusió prové del fet que els ral·lis i enduros comparteixen dues característiques: recorren una llarga distància i abasten terrenys diversos fora de carretera, generalment sense repetir cap secció del terreny en el curs d'una prova.

## Competició
Els principals esdeveniments del calendari són el Campionat del Món d'enduro (World Enduro Championship, WEC), els Sis Dies Internacionals d'Enduro (International Six Days Enduro, ISDE) i diversos campionats estatals. Una altra competició internacional destacada és l'actual Campionat d'Europa, instaurat el 1993 i destinat a la promoció de nous valors. L'organisme internacional que regula l'esport al màxim nivell és la FIM (Fédération Internationale de Motocyclisme). A Europa se n'encarrega la UEM (Union Européenne de Motocyclisme), als EUA l'AMA (American Motorcyclist Association) i al Regne Unit l'ACU (Auto-Cycle Union).

### Campionat del Món d'enduro

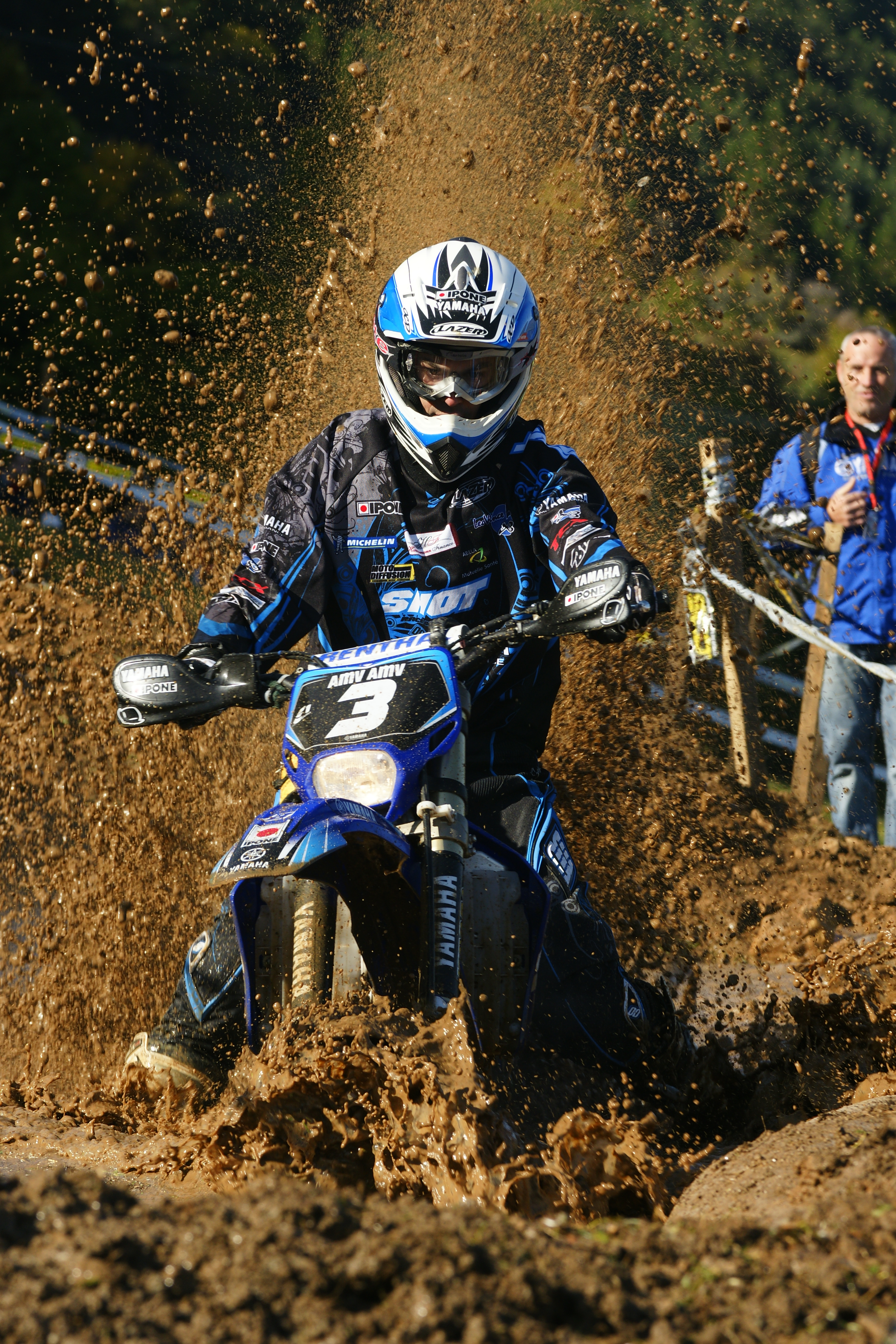
Marc Germain en un test XTrem

El Campionat del Món d'enduro (WEC) es va iniciar el 1990, en substitució del Campionat d'Europa que s'havia estat celebrant des de 1968. El campionat l'organitza la FIM i generalment consisteix en vuit o nou Grans Premis repartits per tot el món. Aquests Grans Premis es divideixen en dos dies (una cursa cada dia), al terme dels quals s'atorguen punts per al campionat del món en funció de la classificació final. Cada ronda inclou una prova de motocròs i una "prova extrema" o Test XTrem, a més de la prova d'enduro.
Dins del WEC hi ha proves emblemàtiques com la famosa Valli Bergamasche que se celebra des dels anys 40 a la Llombardia, o la Rund um Zschopau saxona.

### ISDE
Els Sis Dies Internacionals d'Enduro, International Six Days Enduro (ISDE) es venen celebrant des de 1913 i és la prova més antiga de motociclisme de fora carretera al calendari de la FIM. L'esdeveniment l'organitza cada any un país diferent a finals d'estiu i reuneix els millors pilots de tot el món, que representen el seu equip estatal. Sovint se'ls anomena "Copa del Món d'Enduro" o fins i tot "Les Olimpíades del motociclisme".

### Pilots destacats

#### Pilots en actiu
Entre els pilots en actiu actualment, destaquen:
A 1 de gener de 2016
| Pilot                | Campionats del Món                                             | Altres títols mundials     |
| -------------------- | -------------------------------------------------------------- | -------------------------- |
| Juha Salminen        | 13 (5 Absolut, 2x125cc, 2xE1, 1xE2, 1x250cc, 1x400cc, 1x500cc) |                            |
| Kari Tiainen         | 7 (5x500cc, 2x250cc)                                           |                            |
| Petteri Silván       | 5 (1 Absolut, 3x125cc, 1x250cc)                                |                            |
| Samuli Aro           | 5 (2xE2, 2xE3, 1x250cc 2T)                                     |                            |
| Antoine Méo          | 5 (3xE1, 2xE2)                                                 |                            |
| Ivan Cervantes       | 4 (2xE1, 2xE3)                                                 | 1 Mundial Indoor           |
| Laia Sanz            | 4 (4xDones)                                                    |                            |
| Christophe Nambotin  | 3 (1xE1, 2xE3)                                                 |                            |
| Stéphane Peterhansel | 2 (1x250cc 2T, 1x250cc 4T)                                     | 9 victòries al París-Dakar |

#### Pilots històrics

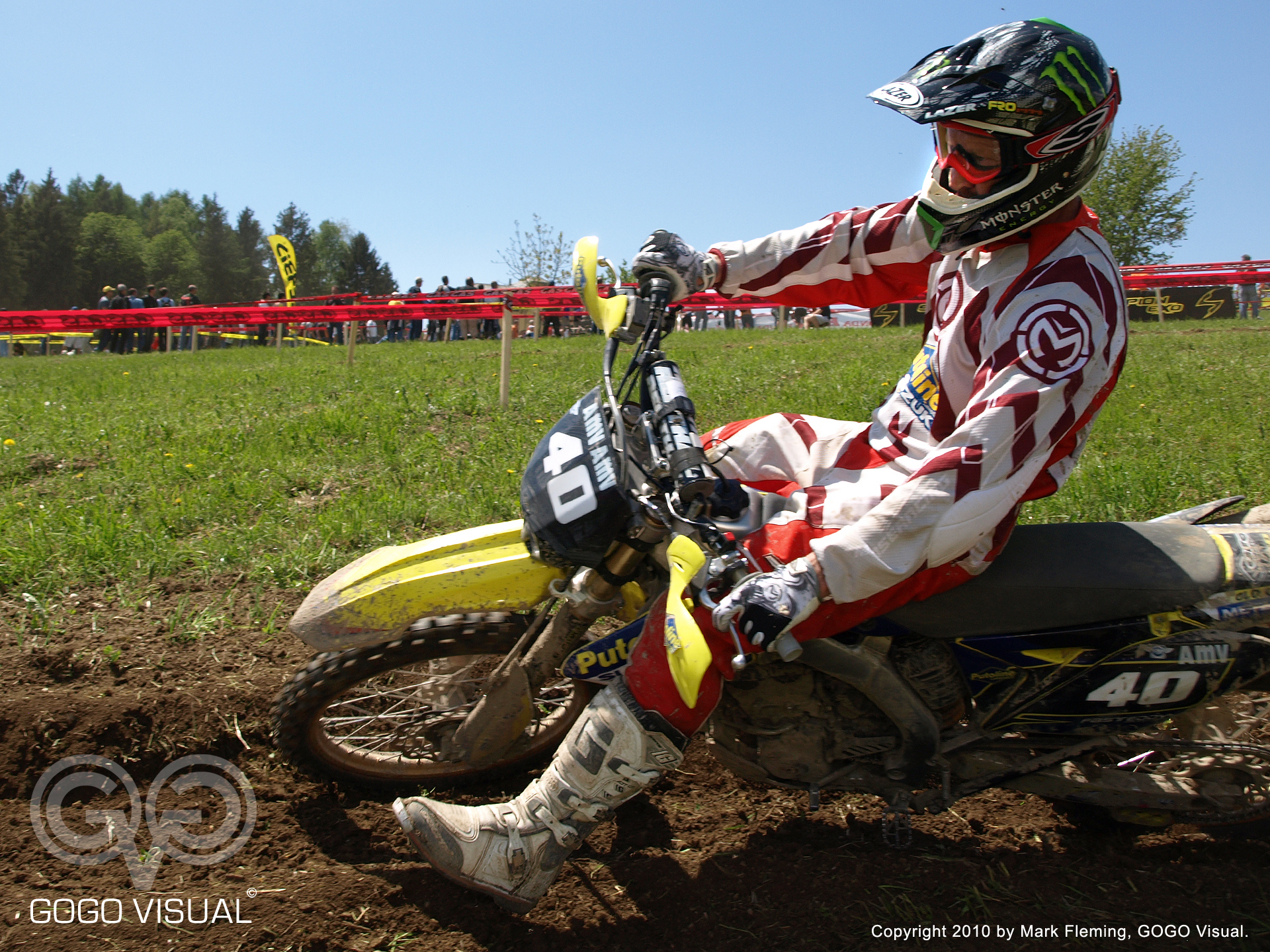
L'anglès Paul Edmondson

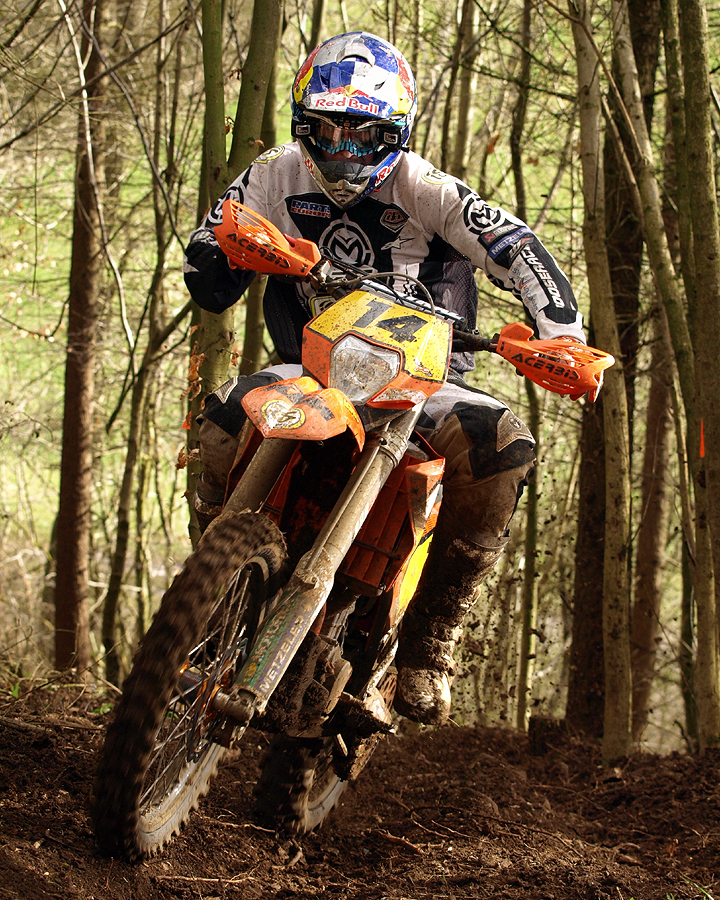
El manx David Knight

Entre els pilots que varen destacar durant les dècades de 1990 i 2000 caldria esmentar:
| Pilot           | Campionats del Món                          |
| --------------- | ------------------------------------------- |
| Anders Eriksson | 7 (4x500cc 4T, 2x350cc 4T, 1x400cc 4T)      |
| Giovanni Sala   | 6 (1 Absolut, 3x250cc, 1x500cc, 1x400cc 4T) |
| Mika Ahola      | 5 (2xE1, 2xE2, 1xE3)                        |
| Stefan Merriman | 4 (2x250cc 2T, 1x400cc 4T, 1xE1)            |
| Mario Rinaldi   | 4 (2x350cc, 2x400cc)                        |
| Paul Edmondson  | 4 (3x125cc, 1x250cc)                        |
| David Knight    | 3 (3xE3)                                    |

Entre els pilots que varen destacar els anys 70 i 80 caldria esmentar:
| Pilot                | Campionats d'Europa                    |
| -------------------- | -------------------------------------- |
| Erwin Schmider       | 11 (6x175cc, 2x350cc, 2x50cc, 1x100cc) |
| Kvetoslav Masita     | 10 (10x350cc)                          |
| Rolf Witthöft        | 8 (7x125cc, 1x1000cc)                  |
| Gualtiero Brissoni   | 5 (3x125cc, 2x250cc)                   |
| Alessandro Gritti    | 4 (3x250cc, 1x125cc)                   |
| Eddy Hau             | 4 (2x500cc, 2x100cc)                   |
| Narcís Casas         | -                                      |
| Josep Maria Pibernat | -                                      |
| Carles Mas           | -                                      |

## Motocicletes
Una moto d'enduro ha d'estar preparada per a les exigències d'aquest esport. Les motocicletes acostumen doncs a ser adaptacions de motocicletes de motocròs, aprofitant les seves suspensió i xassís resistents, però sovint incorporant dipòsits de combustible amb més capacitat, a banda de les característiques requerides per poder ésser matriculades, ja que han de poder circular per la via pública. Així, una moto d'enduro ha de tenir llums i silenciador molt més efectiu que les motocicletes de motocròs, per exemple.
Els motors són generalment d'un sol cilindre de dos temps d'entre 125 i 300 cc, o de quatre temps d'entre 250 i 650 cc.
Entre els principals fabricants de motocicletes d'enduro destaquen les empreses sueques Husqvarna i Husaberg, l'austríaca KTM, la italiana Fantic, la japonesa Yamaha i la catalana Gas Gas.
Durant els anys 60, 70 i 80 hi havia gran nombre d'empreses fabricants, destacant les txeques Jawa i ČZ, les alemanyes MZ i Zündapp, les italianes SWM, Ancillotti i Gilera, i les catalanes Bultaco, Montesa i OSSA. Aquestes darreres produïren nombrosos models de diverses cilindrades, des de 75 cc fins a 370 cc, destacant-ne els Matador i Frontera de Bultaco, King Scorpion i Enduro H de Montesa, i Enduro i Super Pioneer Enduro d'OSSA.
A mitjan anys 80 l'empresa figuerenca Rieju fabricà models competitius de petita cilindrada, entre 50 cc i 80 cc.

### Categories
Històricament, al Campionat d'Europa d'enduro, els ISDT i els campionats estatals hi havia hagut diverses categories, definides en funció de la cilindrada de les motocicletes:
| - 50 cc - 75 cc - 100 cc - 125 cc - 175 cc | - 250 cc - 350 cc - 500 cc - 750 cc - Superior a 750 cc |

La raó de l'existència de tantes categories durant la primera època d'aquest esport és que a molts països mediterranis els escúters, ciclomotors i motocicletes de petita cilindrada eren mitjans de transport molt habituals en aquells temps.
- Galeria de models històrics de diverses categories:

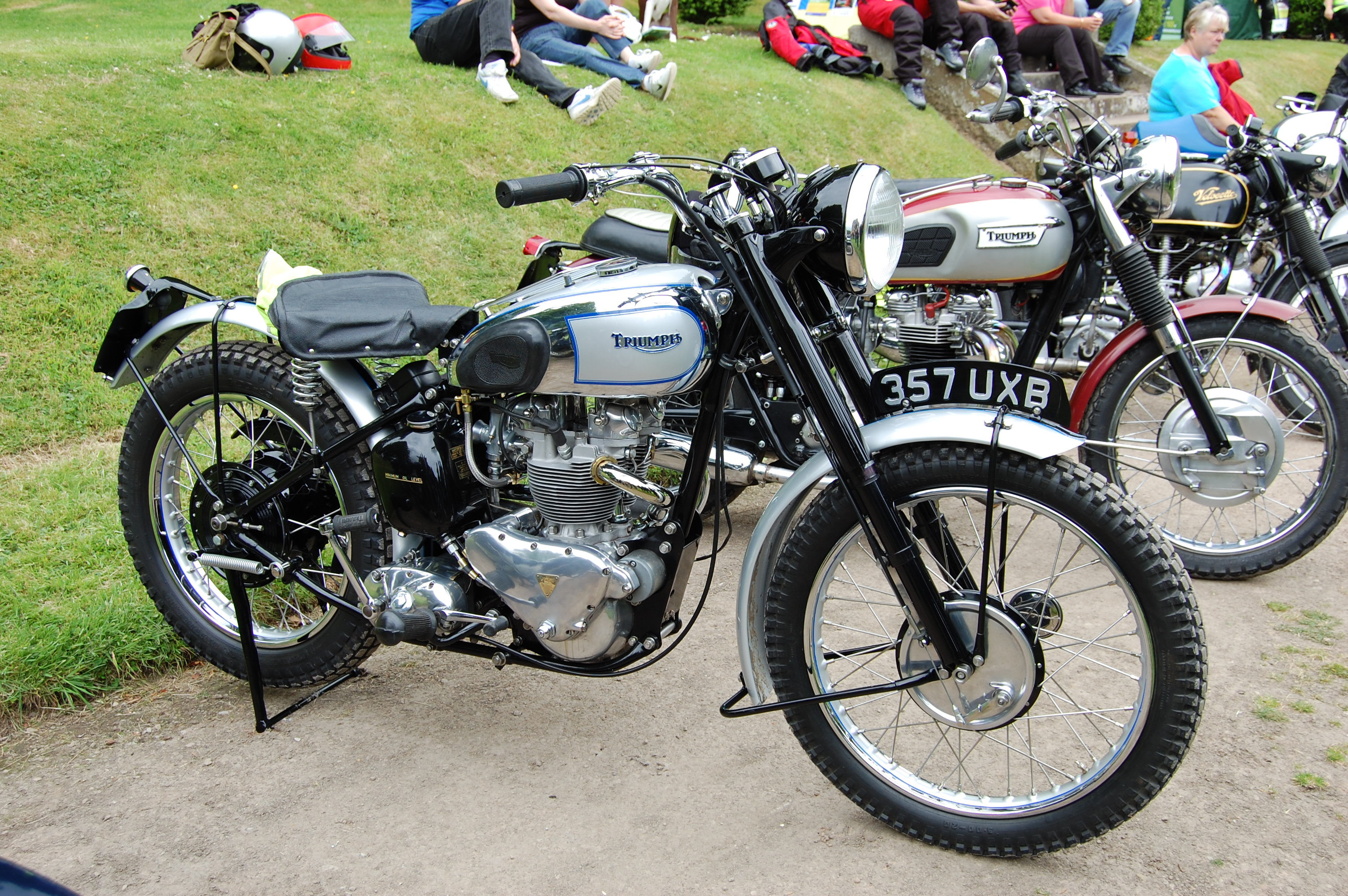
Triumph 500 cc (anys 50)
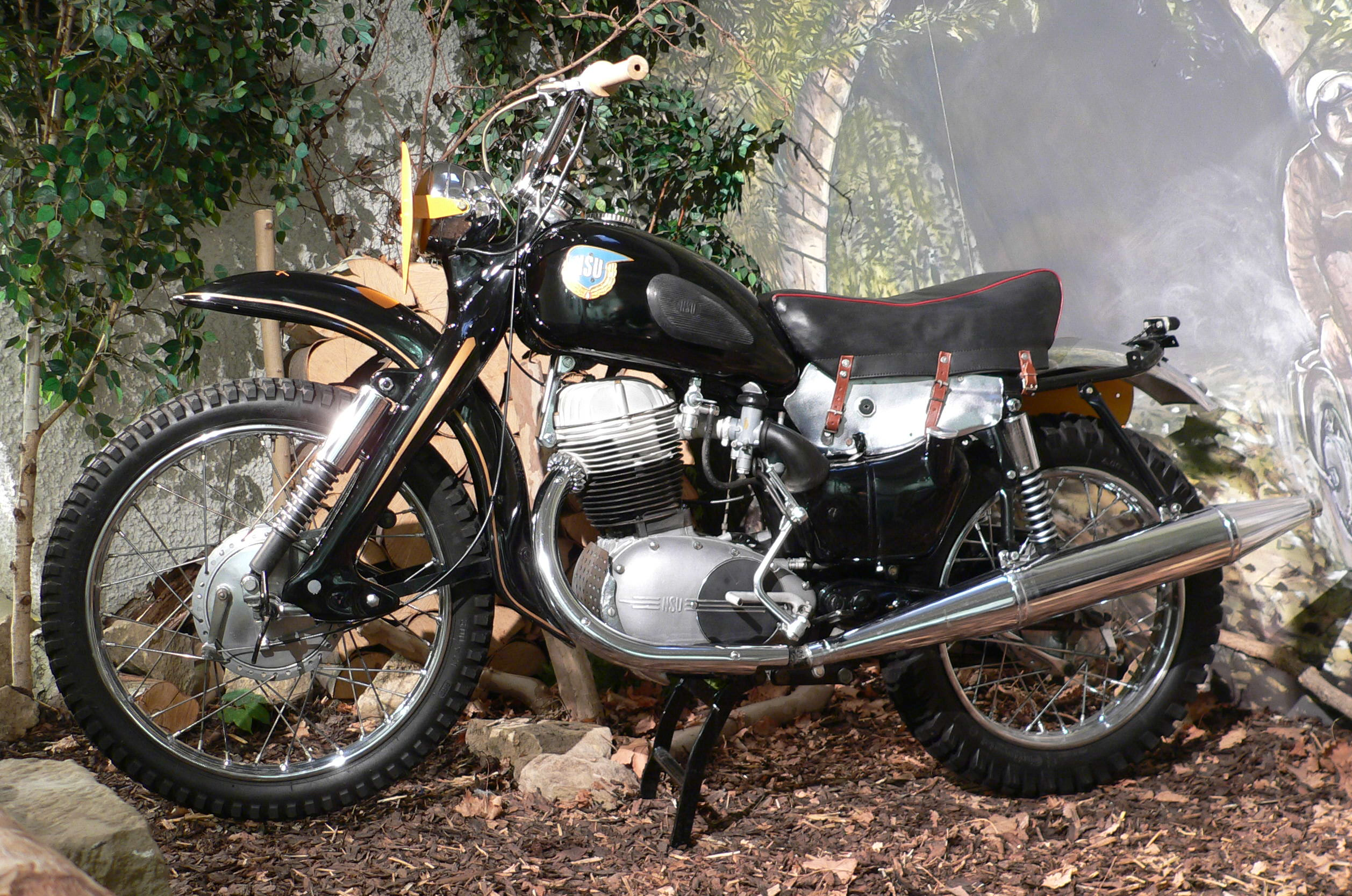
NSU 300 cc de 1956
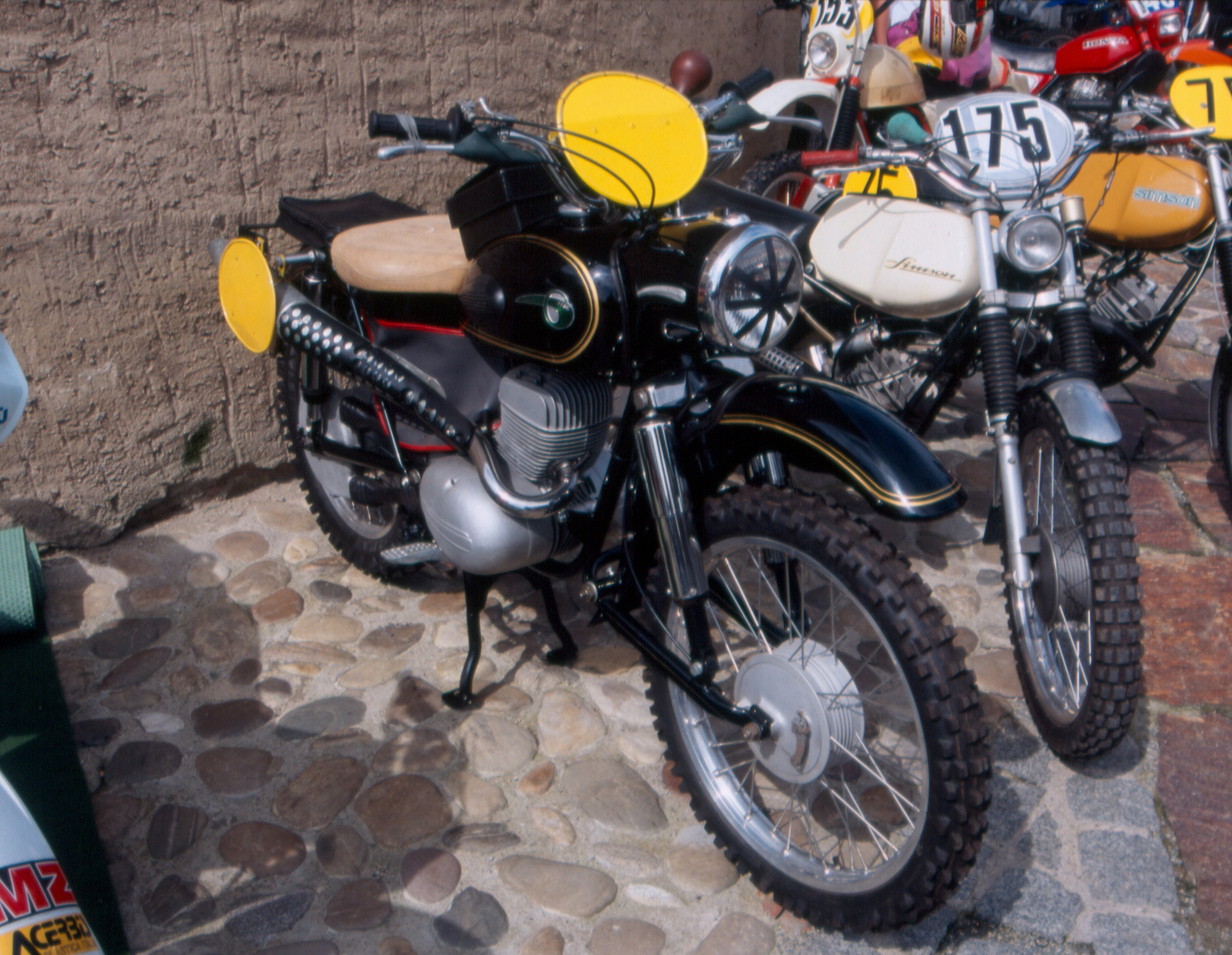
MZ 250 cc (anys 60)
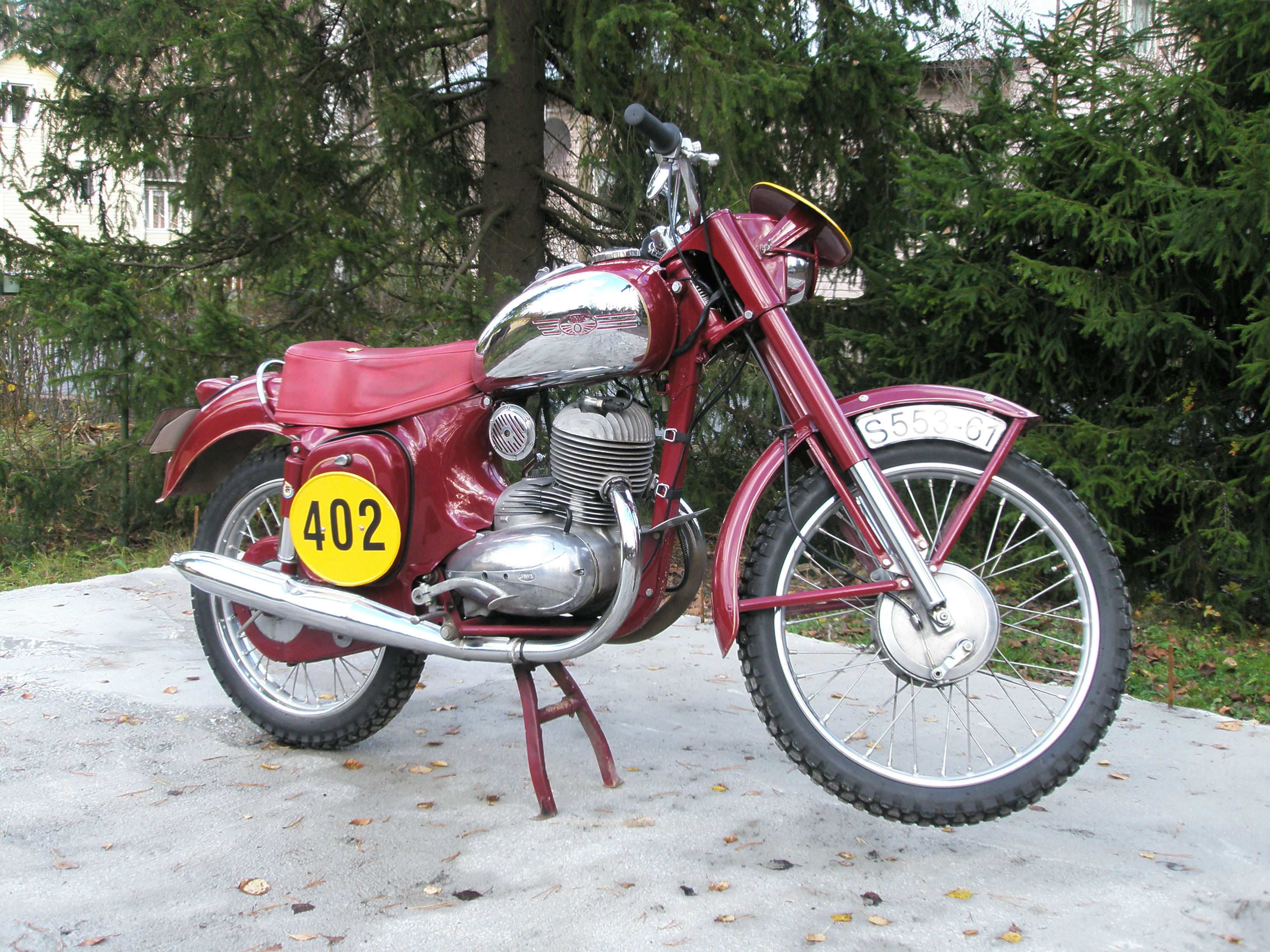
Jawa 250 cc de 1961
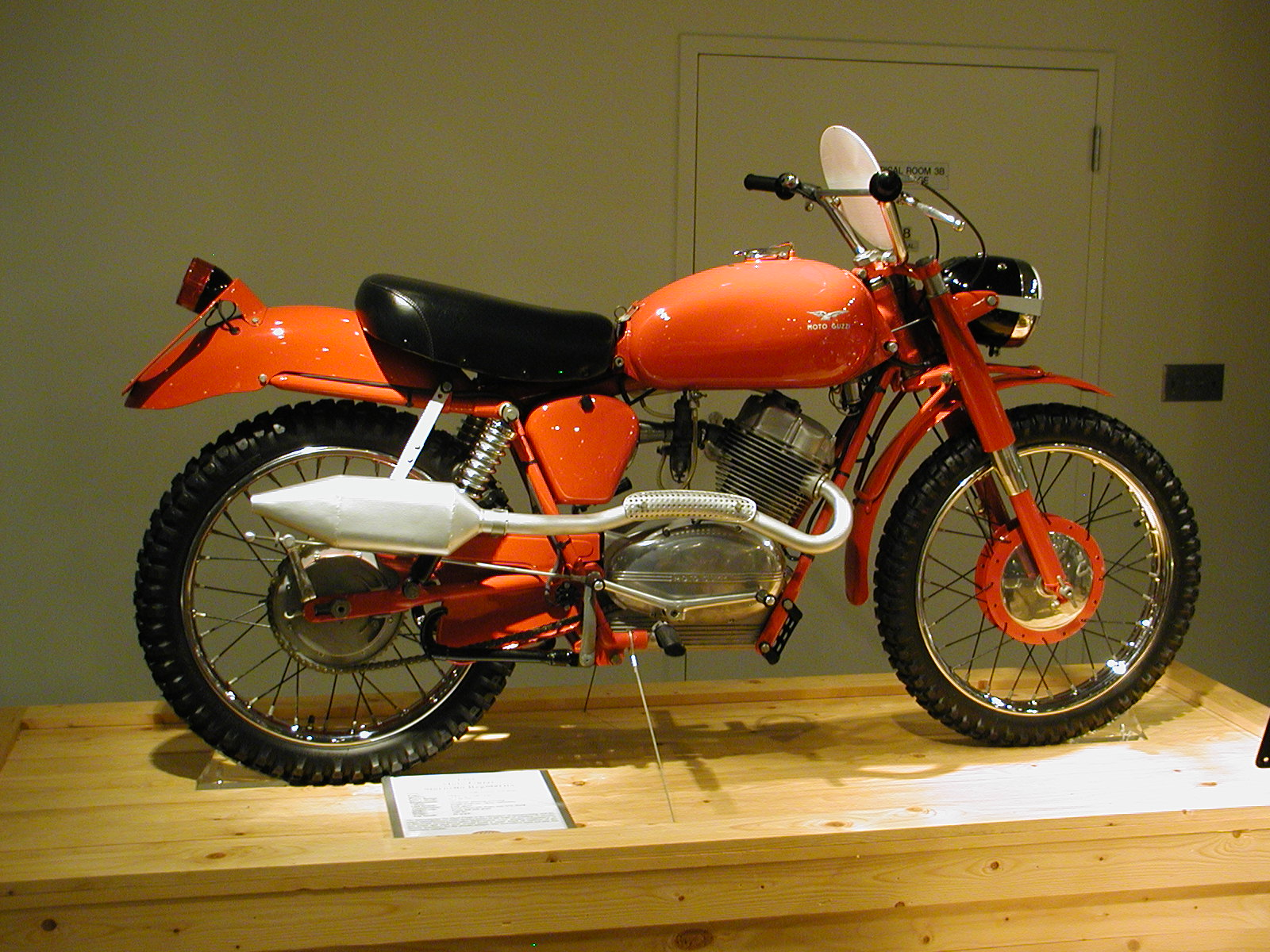
Guzzi 125 cc de 1966

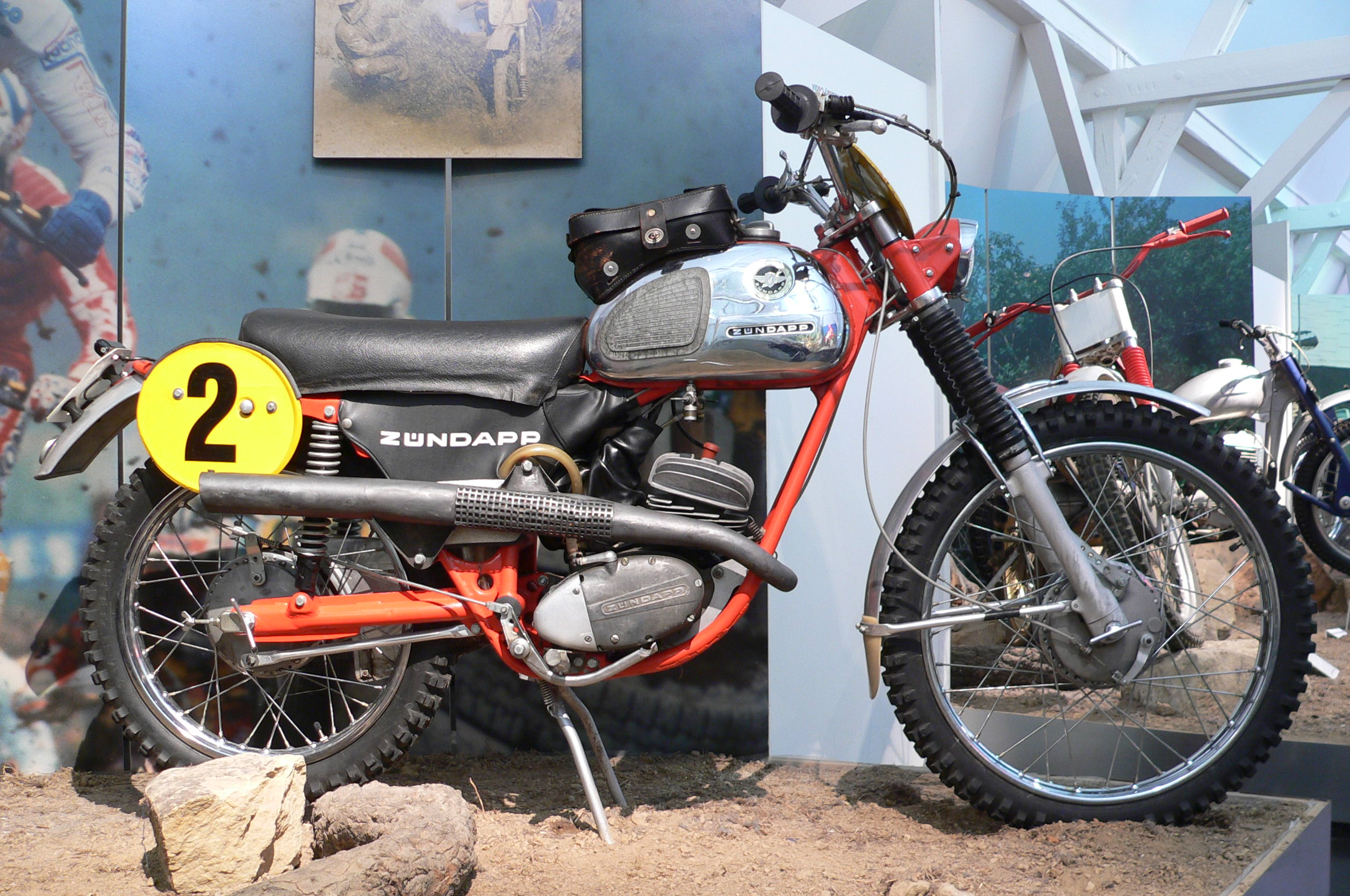
Zündap 50 cc de 1966
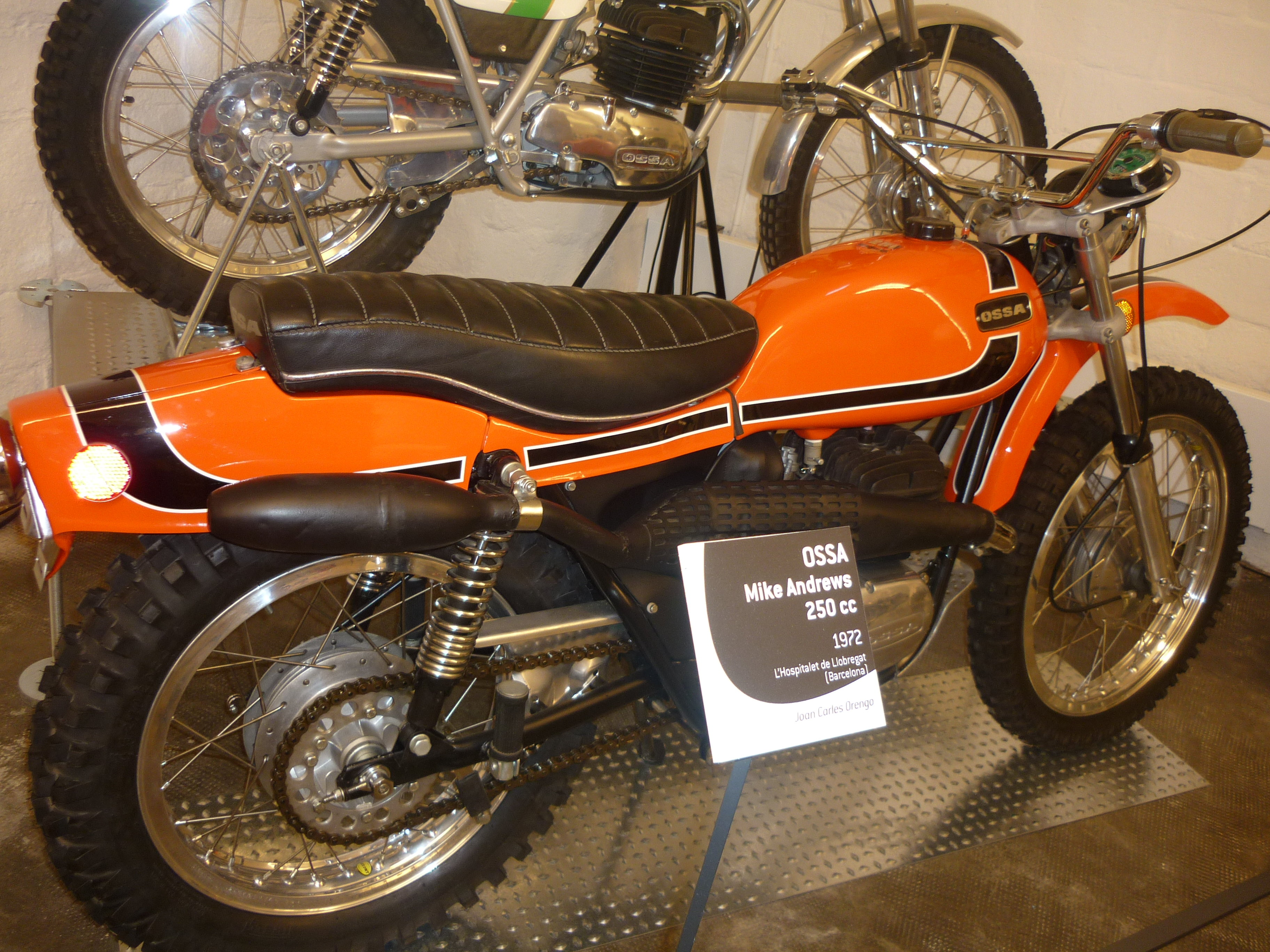
OSSA 250 cc de 1972
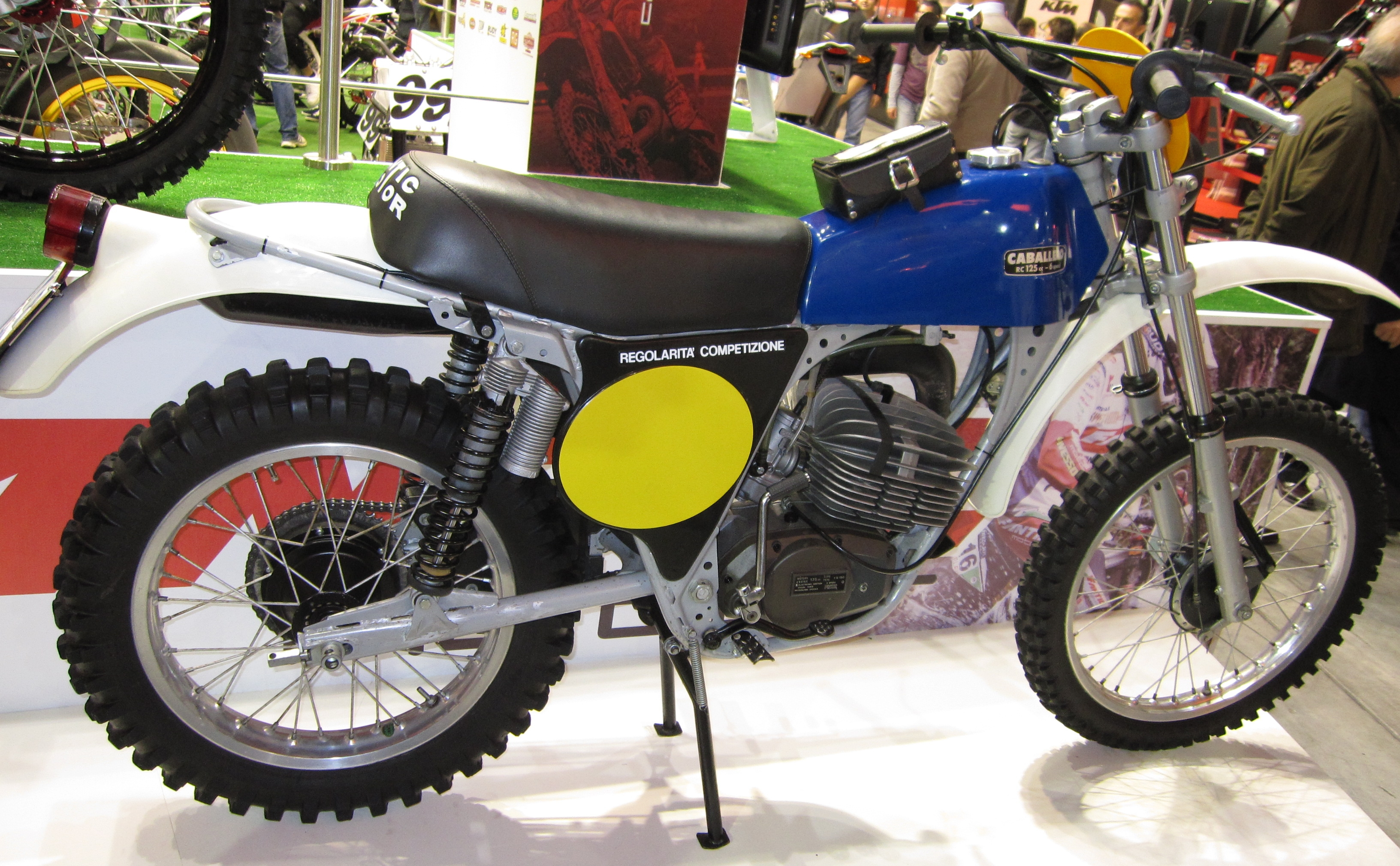
Fantic 125 cc de 1976
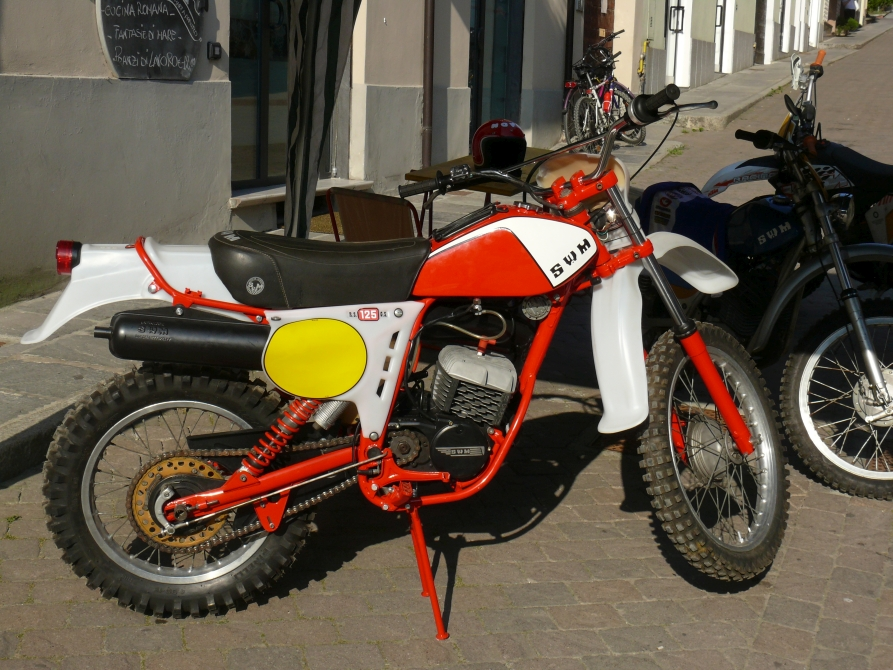
SWM 125 cc de 1979
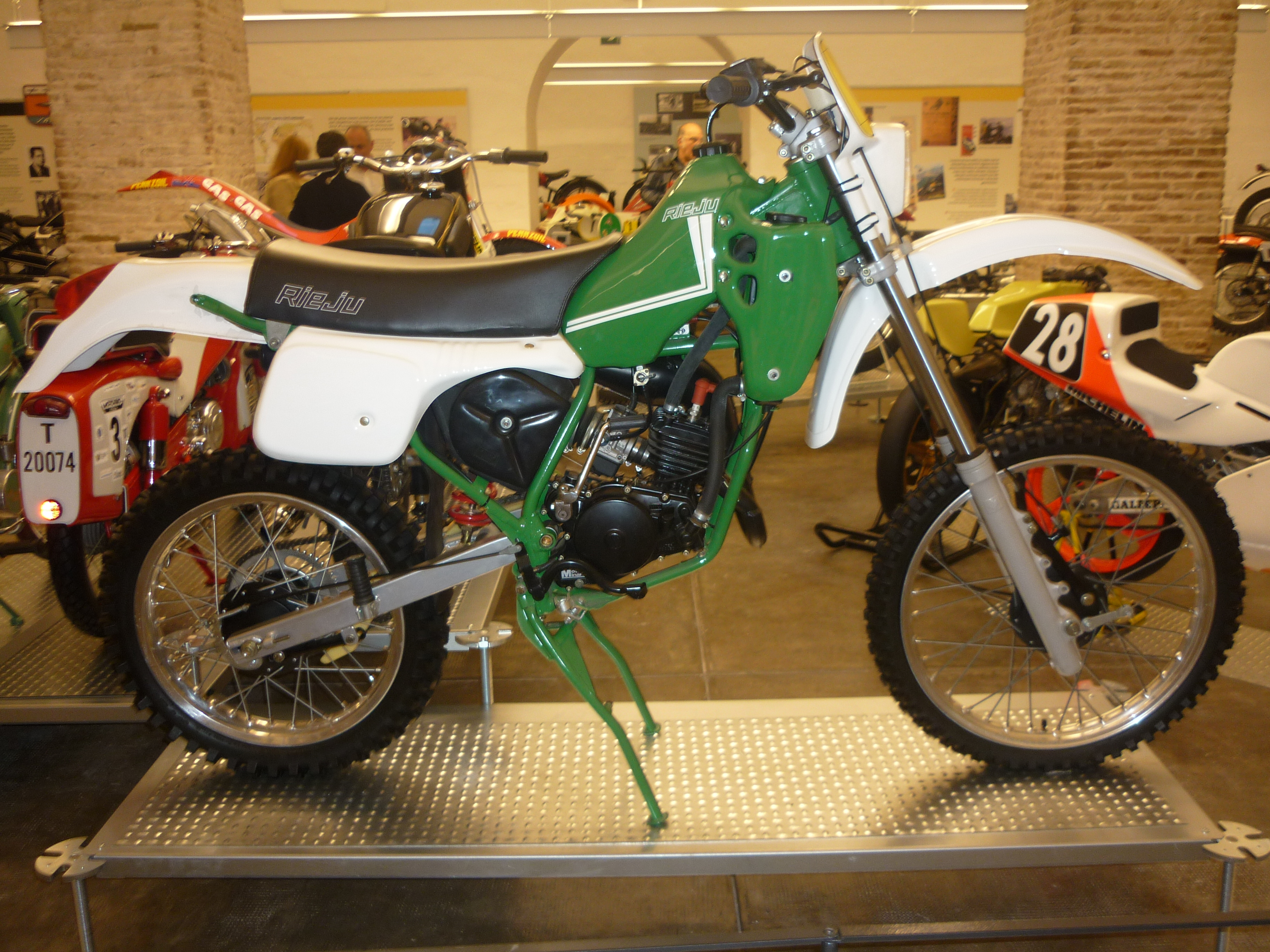
Rieju 80 cc de 1984

Aquestes categories es van anar reestructurant ja des de començament dels anys 80, i actualment, al Campionat del Món d'enduro i altres campionats hi ha només tres categories diferents:
- Enduro 1 (de 100 a 125 cc de 2 temps o de 175 a 250 cc de 4 temps)
- Enduro 2 (de 175 a 250 cc de 2 temps o de 290 a 450 cc de 4 temps)
- Enduro 3 (de 290 a 500 cc de 2 temps o de 475 a 650 cc de 4 temps)

## Història de l'enduro a Catalunya

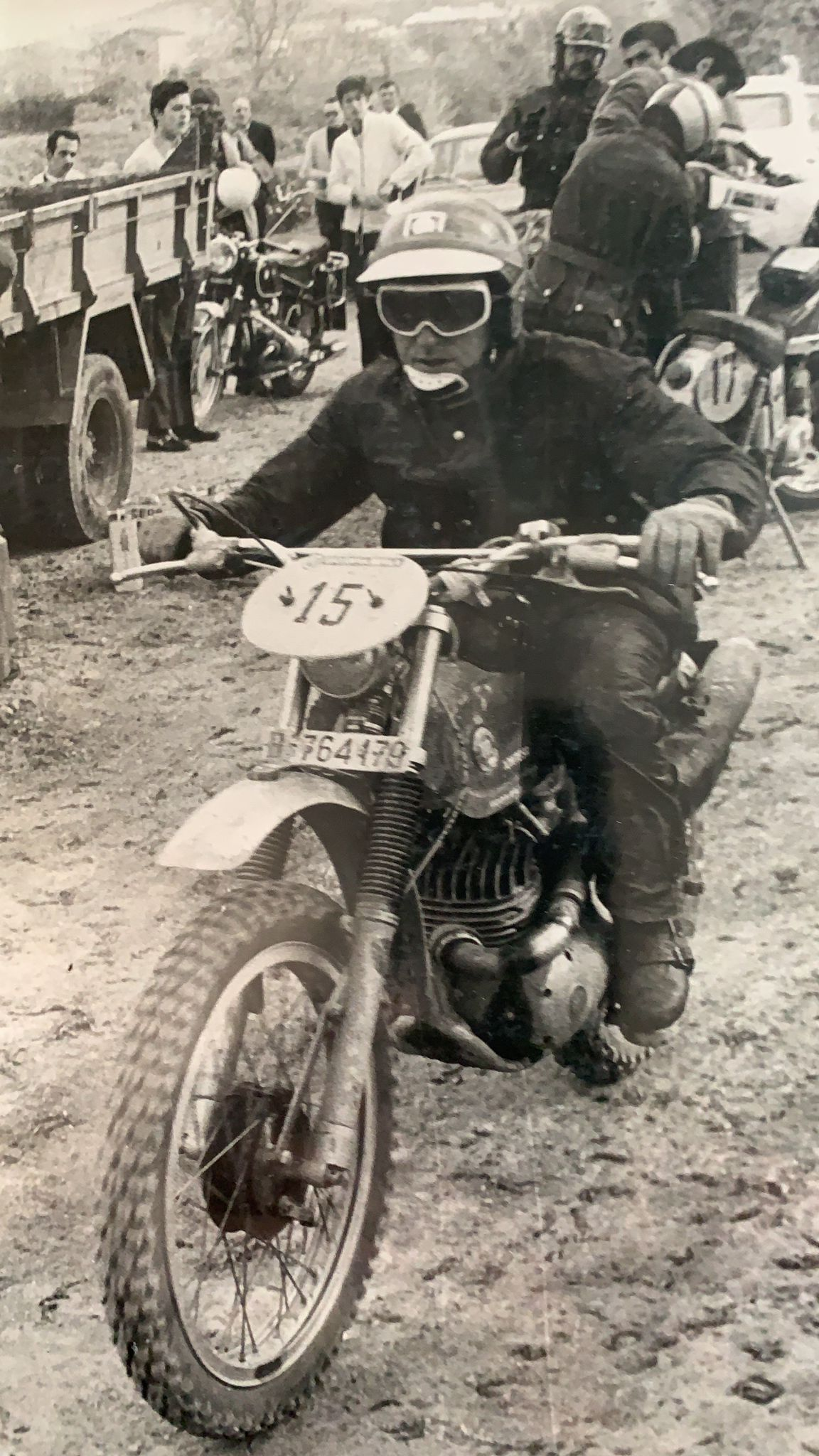
Un pilot amb una Montesa King Scorpion 250 preparada per a "TT" (1970)

La primera cursa motociclista camp a través organitzada a la península Ibèrica fou la celebrada el 30 d'agost de 1931 a Nostra Senyora del Coll. L'any següent es repetí amb el nom de "Cross Motorista del Coll – Trofeu Generalitat de Catalunya".
Ja el 10 de gener de 1932 es va celebrar la primera cursa del que podríem anomenar amb propietat enduro, la Prova per viaranys de muntanya de 12 quilòmetres per la serra de Collserola, sortint de Cerdanyola del Vallès, amb coneguts participants com per ara Francesc Xavier Bultó, anys a venir fundador de Montesa i de Bultaco.
Amb la guerra civil espanyola i la postguerra tot va quedar aturat fins que els anys 40-50 es va reprendre l'activitat motociclista, i l'anomenada llavors "Regularitat" va gaudir de força popularitat a Catalunya, on aquesta disciplina es decantava cada cop més cap al fora de carretera, i un cert seguiment a l'altiplà castellà on més que res corrien per carreteres asfaltades.
El 2 de març de 1952 la Penya Motorista Barcelona va organitzar la Prueba de Regularidad por circuitos de montaña amb 42 quilòmetres de recorregut que aleshores es va comparar als "trials" britànics per la seva duresa. Durant la dècada dels 50 els pilots catalans van dominar la disciplina sense rival en tot l'estat, i van començar a participar amb èxit en proves internacionals com ara la Valli Bergamasche o els ISDT. Pilots com ara Oriol Puig Bultó, el català d'origen murcià José Sánchez o Casimir Verdaguer van guanyar medalles d'or als ISDT i campionats estatals sense oposició durant els anys 50 i 60 amb les seves Bultaco.
El 1965 la Regularitat va passar a anomenar-se oficialment Todo-Terreno (Tot-Terreny) a l'estat espanyol, mantenint aquesta denominació fins que el 1980 va passar a dir-se enduro. Durant aquells anys s'organitzaven moltes curses importants en terres catalanes, com ara els 2 Dies d'Arenys de Munt, els 2 Dies de Prats de Lluçanès o els 2 Dies del Francolí, pels voltants de l'Espluga de Francolí (Conca de Barberà), que des de 1971 fins a finals dels 80 fou la prova estatal puntuable per al Campionat d'Europa.

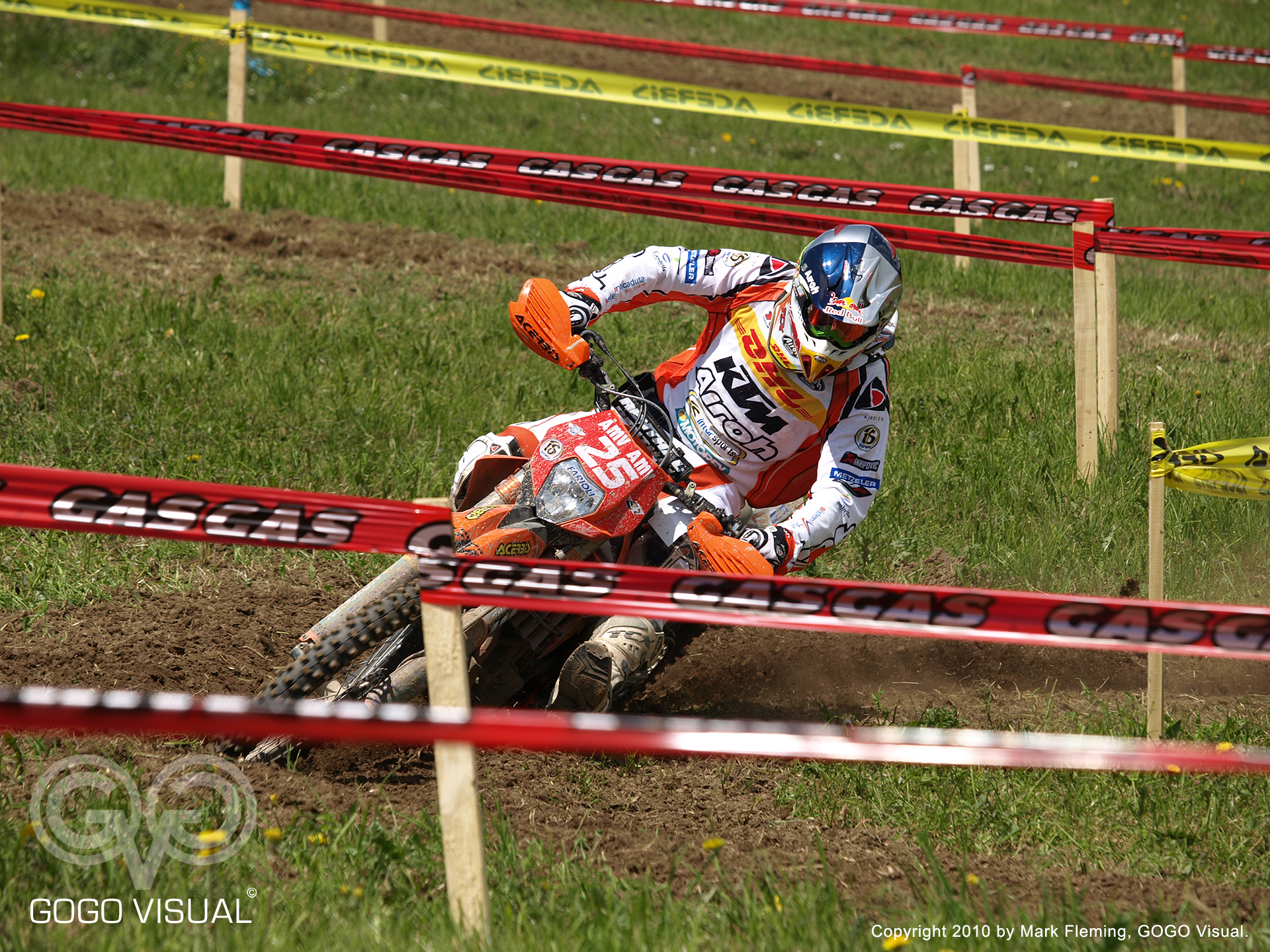
Ivan Cervantes, 4 campionats del món fins al moment (2010)

Una altra prova creada aleshores i que encara destaca al campionat espanyol d'enduro són els 2 Dies del Segre, que es corren el mes de març per les comarques del Pallars Sobirà, Alt Urgell i Noguera, i destaquen per la seva duresa i qualitat.
Els anys 70 van ser l'època daurada d'aquest esport a Catalunya, amb multitud de proves i corredors de nivell internacional com ara Narcís Casas, Josep Maria Pibernat i Joan Riudalbàs amb Bultaco, Josep Maria Sucarrats, Joan Bellsolà, Josep Maria (Bubú) Casanovas amb Montesa i Ton Marsinyach amb OSSA.
Els anys 80 el pilot que va dominar l'especialitat fou Carles Mas amb Montesa, secundat per Francesc Rubio amb Rieju en petites cilindrades. L'any 1985 els ISDE es van celebrar a Catalunya, concretament a la Cerdanya, amb centre organitzatiu a Alp i sortida des de La Molina. L'equip estatal, compost de catalans i dirigit pel ja retirat Narcís Casas, va aconseguir un gran resultat acabant-hi segon.
Els anys 90 va haver-hi un cert declivi de l'especialitat amb algun èxit aïllat, com ara sengles victòries al nou Campionat d'Europa de Josep Rovira, Joan Roma, Xavier Puigdemont, Miki Arpa i Marc Coma. La situació va anar remuntant fins que el 1998 un equip format íntegrament per catalans (Xavier Pons, Miki Arpa, Marc Coma i Gerard Farrés) guanyava el Junior Trophy als ISDE celebrats a Austràlia. L'èxit es repetí els anys 1999 i 2000.
Ja entrat el segle xxi el cambrilenc Ivan Cervantes ha aconseguit fins al moment quatre campionats mundials d'enduro i un d'enduro indoor. També el pilot de Canyamars Oriol Mena ha destacat en categoria junior, integrant l'equip guanyador del Junior Trophy als ISDE del 2007, 2009 i 2010, i aconseguint el Campionat del Món de la categoria el 2009.